# Wu Chengzhang
Wu Chengzhang, conosciuto anche con la traslitterazione Woo Cheng-chang (吳成章T, 吴成章S, Wú ChéngzhāngP; 8 febbraio 1924), è un ex cestista cinese.

## Carriera
Con la Repubblica di Cina ha disputato i Giochi olimpici di Londra 1948.